# Ігор Гербут
Ігор Гербут (пол. Igor Herbut; нар. 17 грудня 1990, Пшемкув, Польща)  — польський співак, автор текстів і композитор, який має лемківське походження. Засновник та вокаліст гурту LemON.
Випускник школи №4 в Легниці.